# Фрутдейл (Алабама)
Фрутдейл (англ. Fruitdale) — переписна місцевість (CDP) в США, в окрузі Вашингтон штату Алабама. Населення — 175 осіб (2020).

## Географія
Фрутдейл розташований за координатами 31°20′36″ пн. ш. 88°24′42″ зх. д. / 31.34333° пн. ш. 88.41167° зх. д. (31.343452, -88.411793).  За даними Бюро перепису населення США в 2010 році переписна місцевість мала площу 11,63 км², з яких 11,59 км² — суходіл та 0,04 км² — водойми.

## Демографія
Згідно з переписом 2010 року, у переписній місцевості мешкало 185 осіб у 71 домогосподарстві у складі 47 родин. Густота населення становила 16 осіб/км².  Було 82 помешкання (7/км²).
Расовий склад населення:
| - 70,3 % — білих - 28,6 % — чорних або афроамериканців |

До двох чи більше рас належало 0,5 %. Частка іспаномовних становила 1,6 % від усіх жителів.
За віковим діапазоном населення розподілялося таким чином: 28,6 % — особи молодші 18 років, 59,0 % — особи у віці 18—64 років, 12,4 % — особи у віці 65 років та старші. Медіана віку мешканця становила 40,4 року. На 100 осіб жіночої статі у переписній місцевості припадало 103,3 чоловіків;  на 100 жінок у віці від 18 років та старших — 103,1 чоловіків також старших 18 років.
Середній дохід на одне домашнє господарство  становив 52 989 доларів США (медіана — 63 125), а середній дохід на одну сім'ю — 49 250 доларів (медіана — 64 167). За межею бідності перебувало 33,0 % осіб, у тому числі 33,0 % дітей у віці до 18 років та 100,0 % осіб у віці 65 років та старших.
Цивільне працевлаштоване населення становило 62 особи. Основні галузі зайнятості: сільське господарство, лісництво, риболовля — 46,8 %, будівництво — 17,7 %, роздрібна торгівля — 14,5 %.